# 向門
向門，四川拳術，為中國武術流派之一。

## 源流
清朝咸豐年間北京鏢局鏢師向奎在走鏢入川時，在萬縣一帶傳授武功，得意弟子有周適舉、徐容等人，後徐容得其衣缽，因武功源自向奎，故名為向門，主要流傳在萬縣、奉節縣。

## 介紹
向門武功的動作短小緊湊，封閉快速、步法如粘，偷身閃躲，講究，堅硬攻防。

## 套路
向門的拳法有小弓拳、大弓拳、退法、貓子拳、六合拳、燕青拳、梗子十三手半。器械套路則主要修練南征棍，一共有十二段。

## 來源
1. 1 2 3  毛銀坤《四川武術大全》